# Transports dans le Gers
Les transports dans le département français du Gers sont dans l'ensemble peu développés, le département étant situé en-dehors des principaux axes de communication, et ne générant pas lui-même de trafic important en raison de sa faible population. Le département est ainsi l'un des rares de France métropolitaine à ne posséder aucune autoroute, à n'être parcouru que par une seule ligne ferroviaire et à ne posséder aucun aéroport desservi par une ligne régulière.

## Transport routier

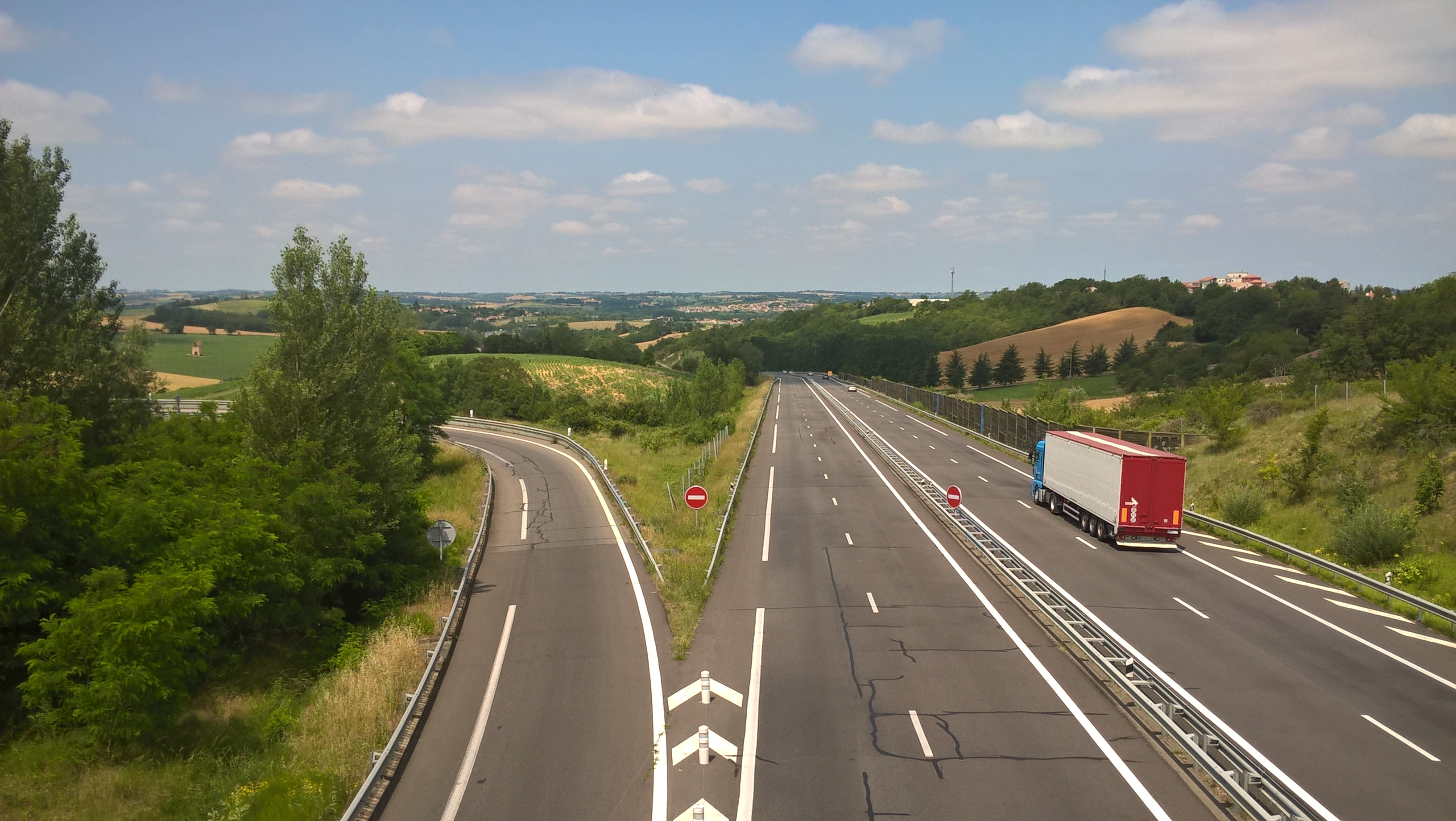
Une section de la route nationale 124 aménagée à 2x2 voies, près de L'Isle-Jourdain.

### Infrastructures routières
Auch est situé à l'intersection de deux routes nationales conservées dans le réseau routier national après les déclassements de 2006 (mais qui doivent être déclassées en 2024, le département du Gers s'étant déclaré volontaire pour en reprendre la gestion). La route nationale 21 relie Limoges à Lourdes et, plus localement, Agen à Tarbes en desservant notamment Lectoure, Fleurance, Auch et Mirande. La route nationale 124 est en grande partie aménagée en voie rapide à 2x2 voies entre Auch et Toulouse, où certaines communes (L'Isle-Jourdain) génèrent un important trafic périurbain vers la Ville Rose ; en revanche, elle devient secondaire à l'ouest d'Auch, et assure surtout la continuité de la route nationale 524 (itinéraire à grand gabarit créé au début des années 2000 pour l'Airbus A380).

### Transport collectif de voyageurs
Le Gers est desservi par le réseau régional de transport routier liO, qui exploite 9 lignes régulières dans le département.

## Transport ferroviaire

### Historique

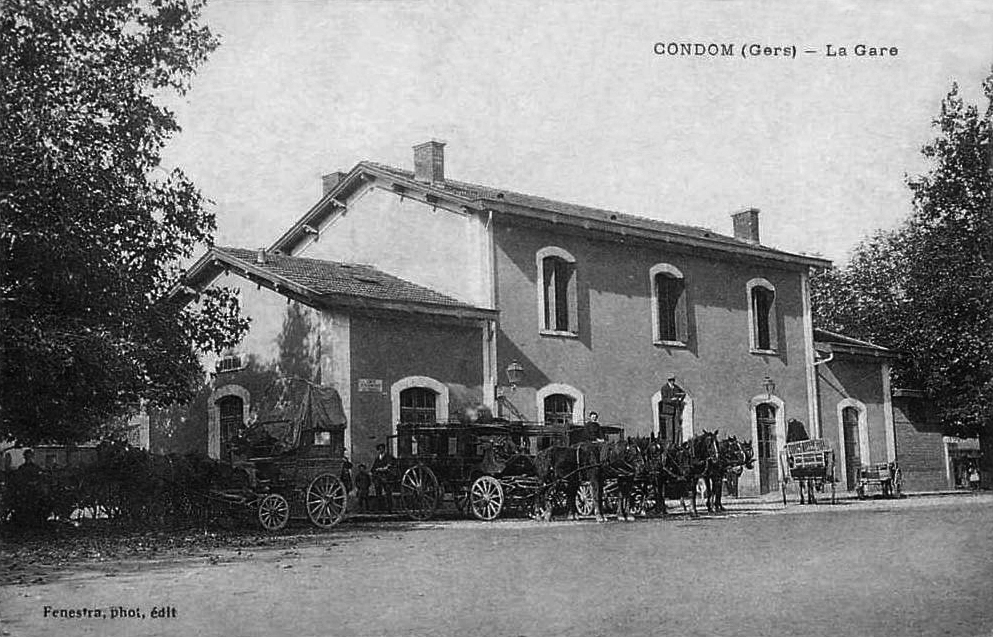
La gare de Condom au début du XXe siècle.

La première ligne de chemin de fer ouverte dans le département est la ligne de Morcenx à Bagnères-de-Bigorre, qui dessert Riscle à partir de 1859. C'est en 1865 que la gare d'Auch voit circuler ses premiers trains, et seulement en 1877 que la ligne de Saint-Agne à Auch la relie à Toulouse.
Le réseau d’intérêt général a été développé dans le département par la Compagnie des chemins de fer du Midi et du Canal latéral à la Garonne (Midi). À son apogée, dans l’entre-deux-guerres, le réseau restait assez peu développé dans le Gers : il desservait notamment Auch, Condom, Eauze, Fleurance, Gimont, Lectoure, L'Isle-Jourdain, Mirande, Nogaro, Riscle et Vic-Fezensac. Les chemins de fer d’intérêt local sont restés quasiment inexistants dans le Gers, le département n'étant desservi que par de courts tronçons des réseaux des départements limitrophes, le Pau-Oloron-Mauléon (Projan) et la ligne de Toulouse à Boulogne-sur-Gesse (Samatan, Lombez). C'est ainsi que des bourgs importants comme Marciac, Masseube, Mauvezin et Plaisance n'ont jamais été desservis par le chemin de fer.
Les rares lignes de chemin de fer du département ont fermé progressivement, dès les années 1930 pour certaines et après la guerre pour les autres. Depuis 1970, seule la ligne de Saint-Agne à Auch accueille des trains de voyageurs.
|                                             |
| Le réseau ferroviaire à son apogée en 1930. |

|                                     |
| Le réseau ferroviaire de nos jours. |

|                                                    |
| Carte animée de l’évolution du réseau ferroviaire. |

### Situation actuelle

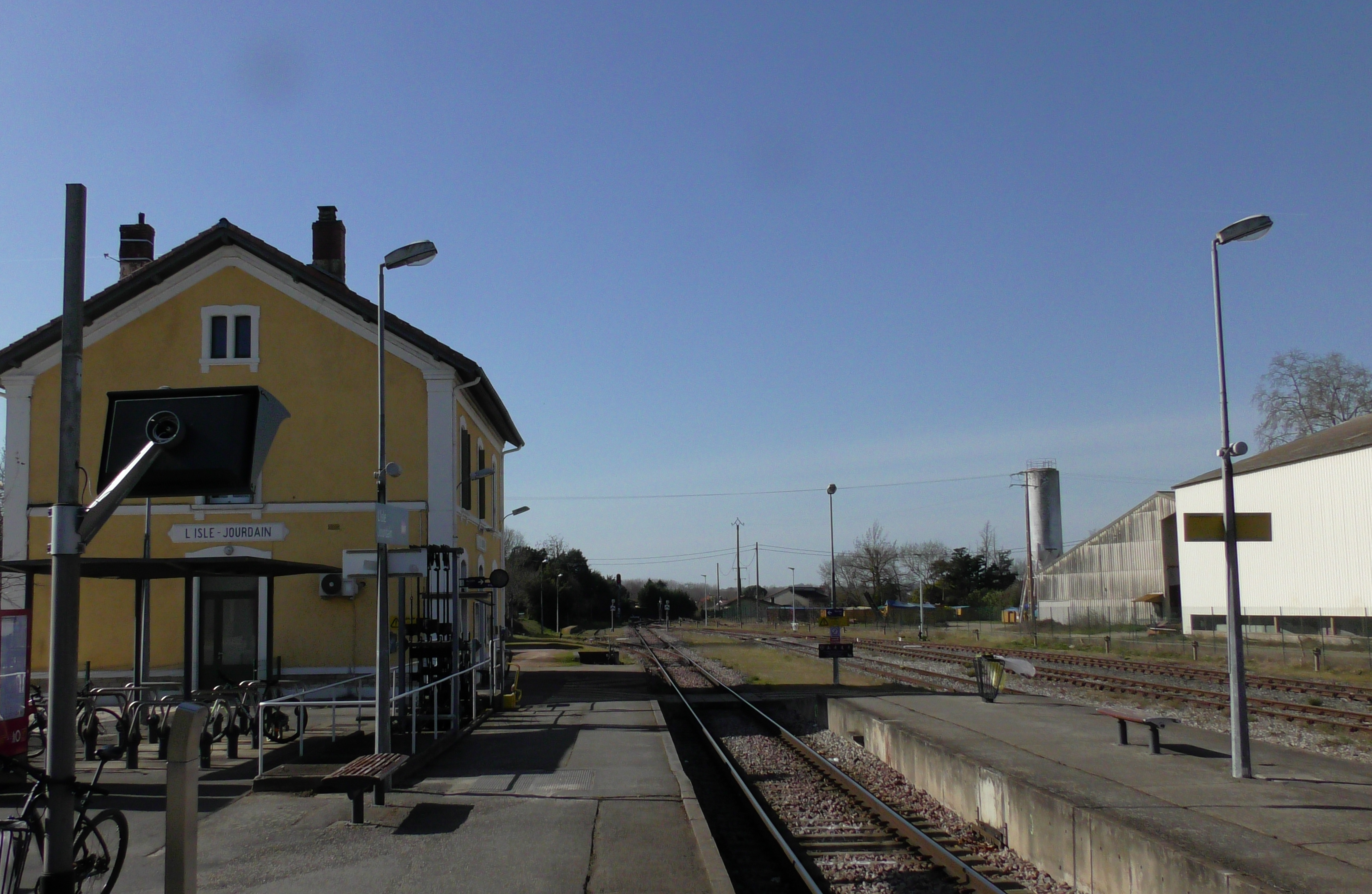
La gare de L'Isle-Jourdain, la plus fréquentée du département.

Le transport ferroviaire n'occupe qu'une place marginale dans le Gers. Le département ne compte plus aujourd'hui que quatre gares, dont les principales sont celles de L'Isle-Jourdain et Auch, avec une fréquentation annuelle qui ne dépasse pas 266 000 et 226 000 voyageurs respectivement en 2019.
La seule ligne ferroviaire encore en service, tant pour les voyageurs que pour le fret, est la ligne de Saint-Agne à Auch. A voie unique et non-électrifiée, celle-ci voit son trafic croître à l'approche de la métropole toulousaine, grâce aux déplacements pendulaires.

## Transport fluvial
La Baïse est navigable en aval de Valence-sur-Baïse, uniquement pour la navigation de plaisance (classe 0 CEMT).

## Transport aérien
L'aéroport Auch-Gers n'est desservi par aucune ligne régulière, mais accueille des vols d'affaires, de tourisme, de loisirs et de travail aérien. Pour prendre un avion de ligne, les habitants du Gers doivent se rendre à l'aéroport de Toulouse-Blagnac, dans la Haute-Garonne.
L'aérodrome de Condom - Valence-sur-Baïse et l'aérodrome de Nogaro sont, eux, réservés à l'aviation légère de tourisme et de loisirs.

## Transports en commun urbains et périurbains

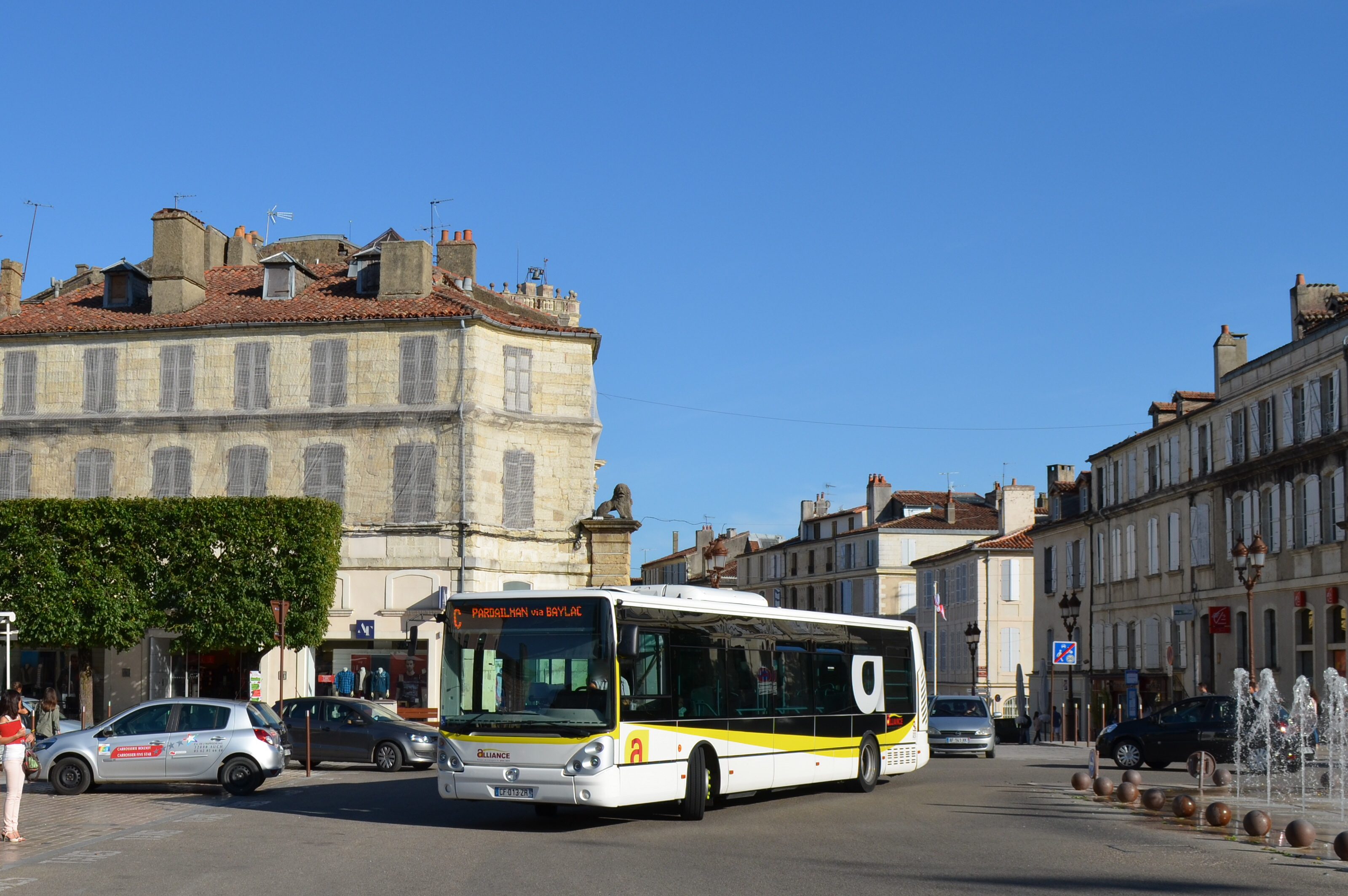
Un autobus Irisbus Citelis 12 du réseau Alliance place de la Liberté à Auch en 2015.

La communauté d'agglomération Grand Auch Cœur de Gascogne est la seule autorité organisatrice de la mobilité du département. Elle organise des services de transport dans son ressort territorial. Le réseau Alliance compte quelques lignes régulières d'autobus urbain, principalement assurées avec des midibus et minibus.

## Modes actifs
Le département est traversé par plusieurs voies vertes, véloroutes et sentiers de grande randonnée.